# Cugine mie
Cugine mie è un film del 1978 diretto da Marcello Avallone.

## Trama
Mara, Silvia e Irene, tre sorelle scatenate, vengono inviate da Roma a Padova ospiti del prof. Bordignon loro zio. Prima si sfogano col giovane cugino Anselmo; poi, compreso che il loro destino è il collegio, si vendicano facendo venire un infarto allo zio e risvegliando i sensi della sua bigotta moglie Gaia.

## Produzione
Girato nel 1976 è stato rigettato dalla censura per due volte per poi passare con 60 metri di tagli (circa due minuti) così come riportato dal sito Italia Taglia soprattutto nella scena della messa in scena dell'opera goliardica Ifigonia in Culide. 
Nonostante le tre protagoniste si spoglino abbondantemente, la scena più spinta la interpreta Susan Scott.